# Крикбеф
Крикбеф (фр. Cricqueboeuf) насеље је и општина у северној Француској у региону Доња Нормандија, у департману Калвадос која припада префектури Лисје.
По подацима из 2011. године у општини је живело 196 становника, а густина насељености је износила 105,95 становника/km². Општина се простире на површини од 1,85 km². Налази се на средњој надморској висини од 24 метара (максималној 143 m, а минималној 2 m).

## Демографија
| 1962. | 1968. | 1975. | 1982. | 1990. | 1999. | 2011. |
| ----- | ----- | ----- | ----- | ----- | ----- | ----- |
| 127   | 169   | 130   | 172   | 186   | 182   | 196   |

График промене броја становника у току последњих година